# Calafia brevicornis
Calafia brevicornis är en kräftdjursart som beskrevs av Alberto Carvacho 1983. Calafia brevicornis ingår i släktet Calafia och familjen Stenetriidae. Inga underarter finns listade i Catalogue of Life.